# تنگ کبوتری
تنگ کبوتری، روستایی از توابع بخش مرکزی شهرستان شیراز در استان فارس ایران است.

## جمعیت
این روستا در دهستان دراک قرار دارد و براساس سرشماری مرکز آمار ایران در سال ۱۳۸۵، جمعیت آن ۴۲ نفر (۹خانوار) بوده‌است.